# Pyrausta luteomarginalis
Pyrausta luteomarginalis is een vlinder uit de familie van de grasmotten (Crambidae), uit de onderfamilie van de Pyraustinae. De wetenschappelijke naam van deze soort is voor het eerst voorgesteld door Koen Maes in een publicatie uit 2014.
De soort komt voor in Kameroen.